# Disturbo borderline di personalità
Il disturbo borderline di personalità (abbreviato DBP o BPD, quest'ultimo acronimo dall'inglese borderline personality disorder) è un disturbo di personalità caratterizzato da significativa instabilità nelle relazioni interpersonali, paura dell'abbandono, intensi sfoghi emotivi e talvolta da comportamenti autolesionistici o impegni in attività rischiose causati della difficoltà a regolare gli stati emotivi su una base sana e stabile.

## Caratteristiche e variabilità
Le persone con questa condizione sono caratterizzate da instabilità pervasiva del vissuto emotivo e delle relazioni interpersonali, fluttuazioni dell'umore rapide ed acute, e una generale instabilità dell'identità o dell'immagine di sé. Le persone borderline presentano spesso ipersensibilità nei rapporti interpersonali, una reattività elevata e imprevedibile, e forme di dipendenza dall'altro. Possono essere soggetti a episodi depressivi acuti, che possono avere durata anche molto breve, ad esempio poche ore; possono essere colpiti da episodi di micropsicosi similmente brevi. Gli individui con questa configurazione psicologica cadono frequentemente in forme di ideazione paranoide, così come nell'attivazione sbilanciata di alcuni meccanismi di difesa. Una modalità tipica, frequente in questo disturbo, è la paura dell'abbandono, che si manifesta come un'ipersensibilità al rifiuto nei legami interpersonali. Il DBP è caratterizzato anche da una frequenza di comportamenti di autolesionismo che potrebbero diminuire con l'età ma che, in caso di mancato trattamento, aumentano significativamente il rischio di suicidio.
L'esordio avviene tipicamente verso la fine dell'adolescenza o all'inizio dell'età adulta. Non è attualmente possibile la diagnosi di disturbo borderline di personalità nei bambini o negli adolescenti.
Una caratteristica delle persone con diagnosi di BPD è la variabilità delle condizioni cliniche; un'altra caratteristica è la loro eterogeneità. Con il termine variabilità si intende che i tratti non si manifestano sempre contemporaneamente né in modo continuo: fasi di sofferenza possono alternarsi a momenti di remissione, durante i quali può instaurarsi anche un buon adattamento sociale, soprattutto in presenza di un supporto terapeutico o relazionale efficace.. L’eterogeneità si riferisce al fatto che, in base al criterio diagnostico il DSM-5, sono sufficienti cinque criteri su nove per la diagnosi, ciò implica che la stessa diagnosi può coprire quadri anche molto diversi, che condividono fra loro pochi criteri o uno solo. L'eterogeneità di criteri è stata motivo di dibattito, con alcuni studiosi che hanno posto in discussione la nozione di disturbo borderline come entità nosografica unica. Alcune persone con disturbo post-traumatico da stress ad esempio, presentano difficoltà similari alla configurazione borderline, essendo anch'essa spesso di base traumatica.

### Il modello psicosociale
Il DBP è caratterizzato da difficoltà in almeno due dei quattro domini del funzionamento psicosociale dell'individuo: cognitivo, emotivo/affettivo, relazionale e comportamentale.
- Il dominio cognitivo è intaccato negli ambiti delle credenze riguardo all'immagine di sé, nella capacità di individuare e regolare le proprie emozioni, ma può risentire anche di distorsione delle percezioni, dissociazione e ideazione paranoide[15].
- Nell'ambito relazionale si hanno idealizzazioni dell'altra persona, anche se il grado di intimità non è sufficiente, possibile svalutazione e proiettività, intensa paura dell'abbandono e legami di dipendenza in cui il soggetto vede l'altro come una "salvezza" per autoregolarsi, stabilizzare il suo vissuto emotivo, colmare il senso di vuoto rispetto alla propria identità esternalizzando la fonte delle proprie sicurezze.
- Nella sfera comportamentale si possono manifestare condotte distruttive quali autolesionismo, comportamenti a rischio, improvvisi cambi di programmi, abbandoni in ambito scolastico o lavorativo, abuso di sostanze e/o altri comportamenti compulsivi e di evitamento del dolore emotivo.
- Nella sfera emozionale e affettiva si possono manifestare disforia, dissociazione emozionale/affettiva per evitare sovraccarico, crisi relazionali, variazioni rapide dell'umore e reattività in risposta a trigger del proprio vissuto, modifiche improvvise e creative dei propri valori e progetti di vita.

Tuttavia, è da intendere queste difficoltà non solo come semplici problematiche individuali, ma come un pattern di sopravvivenza e sofferenza intensa in risposta ad ambienti invalidanti a livello familiare, culturale e/o sociale.
Il disturbo borderline di personalità appartiene al cluster B dei disturbi di personalità, una famiglia di quadri clinici che presentano somiglianze tra loro. In particolare, alcuni autori evidenziano una sua correlazione teorica e clinica con il disturbo narcisistico di personalità o con altri disturbi traumatici come il disturbo post-traumatico da stress.

## Criteri diagnostici

### DSM-5
Secondo il DSM-5, per trarre diagnosi di DBP, è necessario che il paziente manifesti costantemente almeno cinque dei seguenti nove sintomi:
1. sforzi disperati (ad esclusione delle minacce e dei tentativi di suicidio e degli atti autolesionistici) per evitare un abbandono, reale o immaginario, da parte di una persona significativa. Provano intensi timori di abbandono e rabbia inappropriata anche quando si trovano ad affrontare separazioni reali limitate nel tempo o quando intervengono cambiamenti inevitabili di progetti (per es., disperazione improvvisa come reazione all'annuncio del terapeuta che il tempo del colloquio è terminato; panico o furore quando qualcuno per loro importante è in ritardo di pochi minuti o deve disdire un appuntamento). Possono credere che questo “abbandono” implichi che essi sono “cattivi”. Questi timori di abbandono sono associati all'intolleranza a restare soli e alla necessità di avere persone con loro[11];
2. pattern costante di instabilità delle relazioni interpersonali. Possono idealizzare figure di riferimento o amanti potenziali al primo o secondo incontro, chiedere di trascorrere molto tempo insieme e condividere i dettagli più intimi all'inizio di una relazione. Tuttavia, possono passare rapidamente dall'idealizzare le altre persone allo svalutarle, sentire che l’altra persona non si occupa abbastanza di loro, non dà abbastanza, non è abbastanza “presente”[11];
3. alterazione dell'identità: marcata e costante instabilità e dinamicità dell'immagine di sé. Equivale alla scarsa consapevolezza di sé stessi. Il soggetto borderline non riesce a descrivere a sé stesso oppure agli altri in maniera esaustiva e coerente le caratteristiche della sua personalità e del suo carattere[15]. Possono esservi improvvisi cambiamenti di opinioni e di progetti a proposito della carriera,  dei valori e delle tipologie di amicizie. Possono improvvisamente passare dal ruolo vulnerabile di "vittima", bisognosa di aiuto, a un ruolo di autodifesa come "vendicatore" di un maltrattamento precedente. Sebbene abbiano di solito un'immagine di sé che si basa sull'essere cattivi o pericolosi, possono talvolta sentire di non esistere affatto[11].
4. impulsività in almeno due tipologie di comportamento (esempi di comportamento: spese sconsiderate, sesso promiscuo e/o compulsivo, abuso di sostanze e/o comportamenti, guida spericolata, abbuffate) ad esclusione delle minacce e dei tentativi di suicidio e degli atti autolesionistici)[11];
5. ricorrenti esplicitazioni e/o tentativi di suicidio e di atti autolesionistici. Il suicidio riuscito si verifica nell'8-10% dei casi e gli atti autolesionistici (per es., tagliarsi o bruciarsi) e le minacce e i tentativi di suicidio sono molto comuni. La tendenza al suicidio è spesso la ragione per cui si ricorre al sostegno terapeutico[11];
6. instabilità dell'affettività dovuta a una marcata reattività dell'umore (ad esempio: disforia, irritabilità oppure ansia, di breve durata - da poche ore a non oltre due/tre giorni). Può essere confuso con alcuni disturbi dell'umore (disturbo bipolare o ciclotimia), ma nel DBP il passaggio tra depressione e mania/ipomania (e viceversa) è molto più rapido e fugace[11];
7. sentimento cronico di vuoto, di sentirsi insignificante. Facilmente annoiati, i soggetti borderline potrebbero costantemente cercare qualcosa da fare[11];
8. rabbia elevata rispetto al contesto, sia manifestata che intenzionale, intensa e costante, con frequenti eccessi d'ira e scontri sia verbali che fisici[11];
9. episodi paranoici di breve durata, dovuti principalmente a fattori stressanti nonché episodi dissociativi anche di grave intensità, ma questi sono generalmente di gravità o durata insufficienti a giustificare una diagnosi addizionale. Questi episodi si manifestano più frequentemente in risposta a un reale o immaginario abbandono[11].

Dal momento che un disturbo di personalità è una condizione pervasiva, duratura creatasi da esperienze di disadattamento e comportamenti complessi, vi è una generale riluttanza nel diagnosticare questi tipi di disturbi nella prima adolescenza. Tuttavia, senza un trattamento precoce, i sintomi possono peggiorare.

### Modello alternativo del DSM-5 per i disturbi di personalità
Secondo il modello alternativo del DSM-5, che utilizza un approccio dimensionale piuttosto che l'approccio categoriale del modello principale, i criteri diagnostici sono raggruppati in quattro cluster: livello di funzionamento della personalità, tratti di personalità patologici, pervasività dei primi due cluster, stabilità dei primi due cluster.
Per quanto attiene il primo cluster, livello di funzionamento della personalità, per trarre diagnosi è richiesta la compromissione di almeno due su quattro aree di funzionamento: immagine di sé instabile (identità), obiettivi di vita e valori etico-morali instabili (autodeterminazione), alternanza da ipo e iperempatia, relazioni interpersonali intense, instabili e conflittuali. Il secondo cluster, tratti di personalità patologici, è soddisfatto in presenza di almeno 4 tratti compromessi su 7: labilità emotiva, ansia, paura di essere abbandonati, depressione, impulsività, disinibizione e rabbia.
Pertanto, secondo il modello alternativo del DSM-5, il DBP è caratterizzato da due elementi principali, ovvero la compromissione del funzionamento della personalità su un piano identitario e interpersonale e la presenza di tratti di personalità patologici.

### ICD-11
L'ICD-11 ha modificato l'approccio categoriale dell'ICD-10, introducendo un modello dimensionale dei tratti di personalità fondato su una valutazione generale della gravità del disturbo di personalità, un modello dimensionale di tratto a cinque domini e uno specificatore di pattern borderline. Il modello dimensionale di tratto comprende i seguenti cinque domini: affettività negativa, distacco, antisocialità, disinibizione e ossessività/compulsione. Lo specificatore di pattern borderline comprende quattro componenti:
- funzionamento disadattivo del sé (ad esempio, disturbi del sé, vuoto e sentimenti di alienazione);
- funzionamento interpersonale disadattivo (ad esempio, relazioni interpersonali intense e instabili, ipersensibilità al rifiuto e paura dell'abbandono);
- instabilità affettiva (emotiva) (ad esempio, fluttuazioni delle emozioni, ipersensibilità emotiva ed emozioni intense);
- strategie di regolazione disadattive (ad esempio, autolesionismo e tentativi di suicidio).

Le quattro componenti riassumono sostanzialmente i nove criteri diagnostici del DSM-5 per il disturbo borderline di personalità.

### PDM-2
Il criterio PDM-2 è espressione di una tradizione psicodinamica che definisce il disturbo di personalità in termini di tratti e stili di personalità, nonché di funzioni psicologiche che sono alla base della personalità sana/normale e patologica.
Il PDM-2 segue un approccio integrativo, cioè tende a "mappare" tutti gli aspetti della personalità del paziente. Descrive pertanto aspetti della personalità che si riflettono in tutti e tre gli assi (P, M e S) del suo sistema diagnostico per adulti. In combinazione tra di loro, costituiscono un approccio multidimensionale che mira a descrivere:
- il funzionamento generale del paziente,
- i sintomi della possibile patologia,
- le capacità/abilità psicologiche
- le modalità in cui è probabile che si impegni nel processo terapeutico.

In altre parole il manuale PDM-2 vuole fornire una tassonomia completa e clinicamente utile della persona, piuttosto che una tassonomia dei disturbi.

#### Modello teorico alla base del PDM-2 per l'asse P
L'asse P è sviluppato a partire dalla teoria delle relazioni oggettuali, un modello psicoanalitico sviluppato da Otto Kernberg. Questo asse valutativo si focalizza, da un lato, sulla identificazione di un livello o tipo di organizzazione della personalità (nevrotico, borderline, psicotico, secondo la classificazione di Otto Kernberg), e dall'altro, sulla determinazione di quale stile di personalità si adatta meglio alla persona. Gli stili di personalità sono tratti in gran parte dai disturbi di personalità elencati nel DSM-5, ma considerati come temi prototipici o principi organizzativi che caratterizzano la persona e i suoi conflitti, e senza un rigido confine (cutoff) tra 'sano' e 'patologico', oppure tra patologie distinte, ma piuttosto una valutazione della condizione del paziente in termini di:
- resistenza al cambiamento/miglioramento;
- disfunzionalità;
- lesione strutturale;
- sofferenza soggettiva del paziente[25][26][27].

#### Organizzazione della personalità borderlineversusdisturbo borderline
Si deve tenere presente che il termine borderline viene usato dai clinici psicoanalitici con un significato diverso da quello utilizzato nel DSM. Nei modelli psicoanalitici elaborati da Kernberg, infatti, il concetto di borderline si riferisce a un costrutto teorico che descrive un tipo di organizzazione della personalità, la quale si può manifestare di volta in volta sotto forma di diversi quadri clinici. Il criterio DSM pertanto, descriverebbe invece solo una manifestazione specifica dell’organizzazione borderline, una sua particolare variante, classificandola come disturbo borderline di personalità. L’uso che gli psicoanalisti fanno del termine borderline, quindi, è più ampio di quello del DSM e fa riferimento ad un modello più astratto. Alcuni professionisti preferiscono il significato psicanalitico del termine, ritenendolo più coerente rispetto alla storia delle osservazioni cliniche che hanno spinto ad adottarlo.

#### Caratteristiche della personalità borderline
Le caratteristiche principali della personalità borderline sono:
- Aspetti costituzionali: difficoltà costituzionali nella regolazione delle emozioni e della loro intensità; aggressività; difficoltà nell'essere calmati;
- Tensione/preoccupazione principale: coesione vs frammentazione del sé; attaccamento caratterizzato dalla paura sia di essere invasi sia di essere abbandonati;
- Affetti principali: generalmente molto intensi; in particolare rabbia, vergogna e paura;
- Credenza patogena tipica riguardo a sé stessi che esprime senso di incertezza rispetto alla propria identità: "Non so chi sono: mi sento confuso, dissociato e privo di un sentimento di continuità";
- Credenza patogena tipica riguardo alle altre persone, tendente a giudicare in "bianco e nero" secondo uno schema amico/nemico: "Gli altri sono del tutto buoni o del tutto cattivi" (ad esempio da amare o da odiare, in base a come si relazionano al paziente, piuttosto che in base a una valutazione complessa delle loro qualità individuali);
- Meccanismi di difesa frequenti: scissione; identificazione proiettiva; diniego; dissociazione; acting-out, e altre difese primitive[25].

#### Aree di funzionamento M e S interessate dalla personalità borderline
L'asse M fornisce un profilo del funzionamento mentale che integra i fattori strutturali correlati alla diagnosi di disturbo della personalità. Valuta le capacità psicologiche in quattro aree:
1. Processi cognitivi e affettivi (capacità di comunicare e comprendere, mentalizzazione e capacità attentive);
2. Identità e relazioni (capacità di differenziazione e integrazione, di relazione e intimità, di regolazione dell'autostima);
3. Stile difensivo e coping (compreso il controllo e la regolazione degli impulsi, lo stile difensivo primario e l'adattamento e la resilienza complessivi);
4. Autoconsapevolezza e auto-direzione (compresa la capacità di auto-osservazione e di sviluppare e utilizzare un codice morale interno)[25].

Infine, l'asse S incorpora gran parte dell'asse I del DSM, con particolare attenzione alla sintomatologia attuale, con il riconoscimento che gli individui con sintomi simili possono presentarsi in modi diversi e con diversi gradi di disagio soggettivo e compromissione a causa della natura della persona (assi P e M).

## Epidemiologia
La prevalenza del disturbo borderline è stata inizialmente stimata tra l'1% e il 2% della popolazione generale e si riscontra tre volte più frequentemente nelle donne rispetto agli uomini. Tuttavia, la prevalenza una tantum della condizione riscontrata in uno studio condotto nel 2008 è risultato essere del 5,9% della popolazione generale, con il 5,6% degli uomini e il 6,2% delle donne.  In questo studio, la differenza nei tassi tra uomini e donne non è stata ritenuta statisticamente significativa.
Si stima che il disturbo borderline di personalità contribuisca al 20% dei ricoveri psichiatrici e si riscontri nel 10% dei pazienti ambulatoriali, quindi dei borderline riconosciuti ufficialmente 1/3 si cura solo in ambulatorio, mentre 2/3 subiscono almeno un ricovero.

## Eziopatogenesi del DBP

### Fattori ambientali
Secondo il programma di ricerca longitudinale Children in the Community, la prevalenza del DBP nel gruppo sperimentale formato da giovani adulti con storie di abuso, trascuratezza o abbandono durante l'infanzia e la prima adolescenza è sette volte maggiore rispetto a quella nel gruppo di controllo. In un altro studio, la stessa maggior prevalenza è stata misurata su un gruppo formato da giovani adulti con storie di genitorialità inadeguata, ma senza episodi evidenti di abuso o trascuratezza. La correlazione tra i suddetti eventi avversi durante l'infanzia e l'insorgenza del DBP è stata replicata da diversi altri studi. Tuttavia, gli eventi avversi durante l'infanzia sono un fattore di rischio transdiagnostico, in quanto predittivi di una maggiore prevalenza anche del disturbo narcisistico di personalità (18 volte maggiore rispetto al gruppo di controllo), del disturbo antisociale (5 volte maggiore) e del disturbo evitante (correlato solo con l'abuso o trascuratezza).
Inoltre, secondo i risultati di uno studio longitudinale, le vittime di bullismo che avevano subito invalidazione, danno intenzionale e vittimizzazione cronica presentavano un rischio aumentato di sviluppare una configurazione borderline. Altri importanti fattori di rischio per il DBP sono l’abuso sessuale infantile, ambienti familiari imprevedibili, esperienze prolungate di tradimento abbandono e/o trascuratezza fisica e emotiva e più in generale forme di “ferita” relazionale.

### Fattori di vulnerabilità genetici, biochimici, neurobiologici
Tra le caratteristiche principali del DBT vi sono l'impulsività e l'instabilità dell'affettività. La ricerca neurobiologica suggerisce il coinvolgimento delle regioni cerebrali regolatorie di queste due caratteristiche: la corteccia prefrontale, la corteccia cingolata anteriore e l'amigdala. Diversi studi correlano il DBP con una minore connettività neuronale tra queste tre regioni cerebrali. Si ritiene che anomalie del sistema limbico siano correlabili a molti dei sintomi.
Inoltre, si sta studiando con la spettroscopia di risonanza magnetica la concentrazione di alcuni neurometaboliti nelle cortecce e nell'amigdala, tra cui N-acetilaspartato, creatina, composti correlati al glutammato e composti contenenti colina. Questi studi mirano a mostrare le alterazioni biochimiche che possono essere alla base della maggiore reattività dell’amigdala.

### Fattori di rischio secondo il modello diatesi-stress di Marsha Linehan
Marsha Linehan ha proposto che la genitorialità disfunzionale potrebbe amplificare le vulnerabilità di alcuni bambini. Secondo Linehan, il disturbo borderline di personalità si sviluppa quando le persone che hanno difficoltà a controllare le loro emozioni (a causa di una diatesi biologica probabilmente di natura genetica) sono cresciute in un ambiente familiare che è o è stato sminuente.
Con ambiente familiare sminuente si definisce la costante pressione a cui un soggetto è sottoposto da parte dei familiari al fine di impedire che possa comunicare verbalmente o non verbalmente il proprio vissuto emotivo. Ad esempio, il contesto socio-familiare può manifestare disapprovazione all’espressione delle emozioni, punendo il soggetto che le esprime e ottenendo l'inibizione dell'espressione delle stesse. Tuttavia, l'ambiente a volte premia in maniera intermittente e casuale l'espressione emotiva, spingendo il soggetto a estremizzare l'espressione, in quanto, per i principi del condizionamento operante, ha appreso che l'espressione esacerbata delle proprie emozioni è la condizione necessaria e sufficiente per ottenere l'attenzione desiderata.

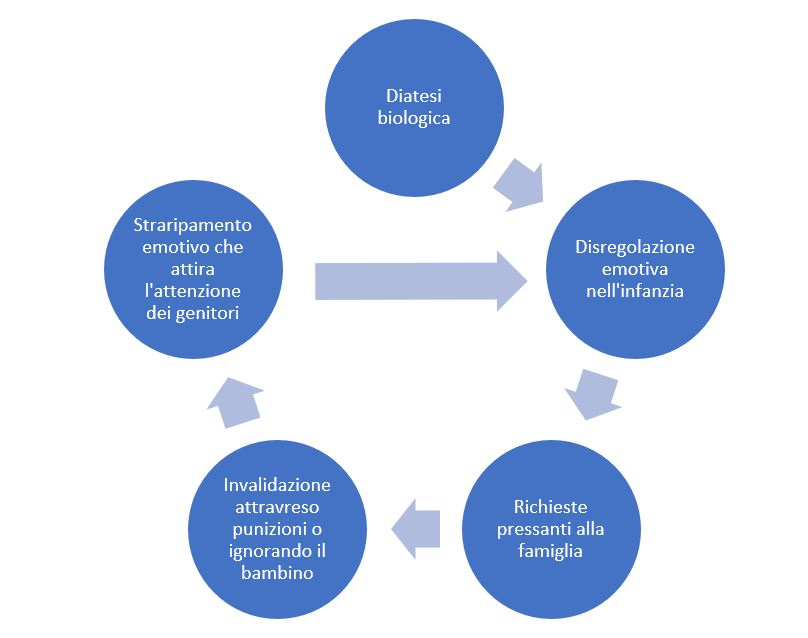
Il modello diatesi-stress del disturbo borderline della personalità proposto da Marsha Linehan (1993)

Ad esempio, il bambino sregolato fa enormi richieste di condivisione emotiva alla sua famiglia. I genitori esasperati ignorano o addirittura puniscono le manifestazioni emotive del bambino, il che porta il bambino a sopprimere le sue emozioni. Le emozioni soppresse si accumulano fino a deflagrare, il che attira l'attenzione dei genitori. In tal modo, i genitori finiscono per rinforzare gli stessi comportamenti che avevano tentato invano di punire.
La ricerca supporta la natura dinamica di queste interazioni tra i bambini e i loro genitori nello sviluppo del disturbo borderline di personalità. In uno studio di coorte, i ricercatori hanno seguito dall’età di 5 anni fino all’età di 14, 2228 ragazze e le loro madri. Lo scarso autocontrollo dei comportamenti impulsivi si è rivelato un predittore significativo di una genitorialità disfunzionale e sminuente, e viceversa (la genitorialità disfunzionale e sminuente si è rivelata predittiva di scarse capacità di autocontrollo delle ragazze). I soggetti con problemi di autocontrollo degli impulsi durante l'infanzia sono risultati quelli che a 14 anni presentavano maggiori sintomi di disturbo borderline di personalità.

### Fattori di rischio - prospettiva psicoanalitica
.
Secondo il modello patogenetico di Otto Kernberg (1975), che fu il primo a definire compiutamente il concetto di borderline (poi sviluppato nel BDP e nell'organizzazione borderline di personalità), il paziente soffre psicoanaliticamente di fissazione alla sottofase del riavvicinamento, periodo compreso tra i sedici e i ventiquattro mesi secondo il modello di Margaret Mahler, un modello di sviluppo diverso e integrativo delle classiche fasi dello sviluppo psicosessuale secondo Freud. Il bambino in questo caso non impara ad avere una giusta distanza dalla madre, pur amandola e interessandosi a lei dopo un periodo di allontanamento, come accade normalmente; non sopporta invece le attese e le frustrazioni, teme di essere abbandonato e lasciato solo, internamente non si sente al sicuro dalla paura della perdita, pensiero col quale non viene mai a patti, tentando di rimuoverlo.[35] Il suo attaccamento rende molto difficile anche il distacco al momento di frequentare le scuole, si isola dai coetanei o interagisce con l'ambiente tramite disturbi della condotta verso i compagni, iperattività/distrazione verso l'insegnamento e disturbo oppositivo-provocatorio verso gli adulti che lo contrariano. Il bambino e l'adolescente non imparano a gestire le proprie emozioni, che rimangono a uno stato primitivo-impulsivo, molto infantile, pur essendo l'intelligenza normalmente sviluppata. Anche su questo, i genitori dimostrano immaturità nella gestione dei loro rapporti interpersonali, che spesso sono ostili, o morbosi, ansiosi, paranoici, configurandosi quindi una traccia evidente della severa natura disfunzionale famigliare a cui il bambino, anche primo infante, è stato vittima..

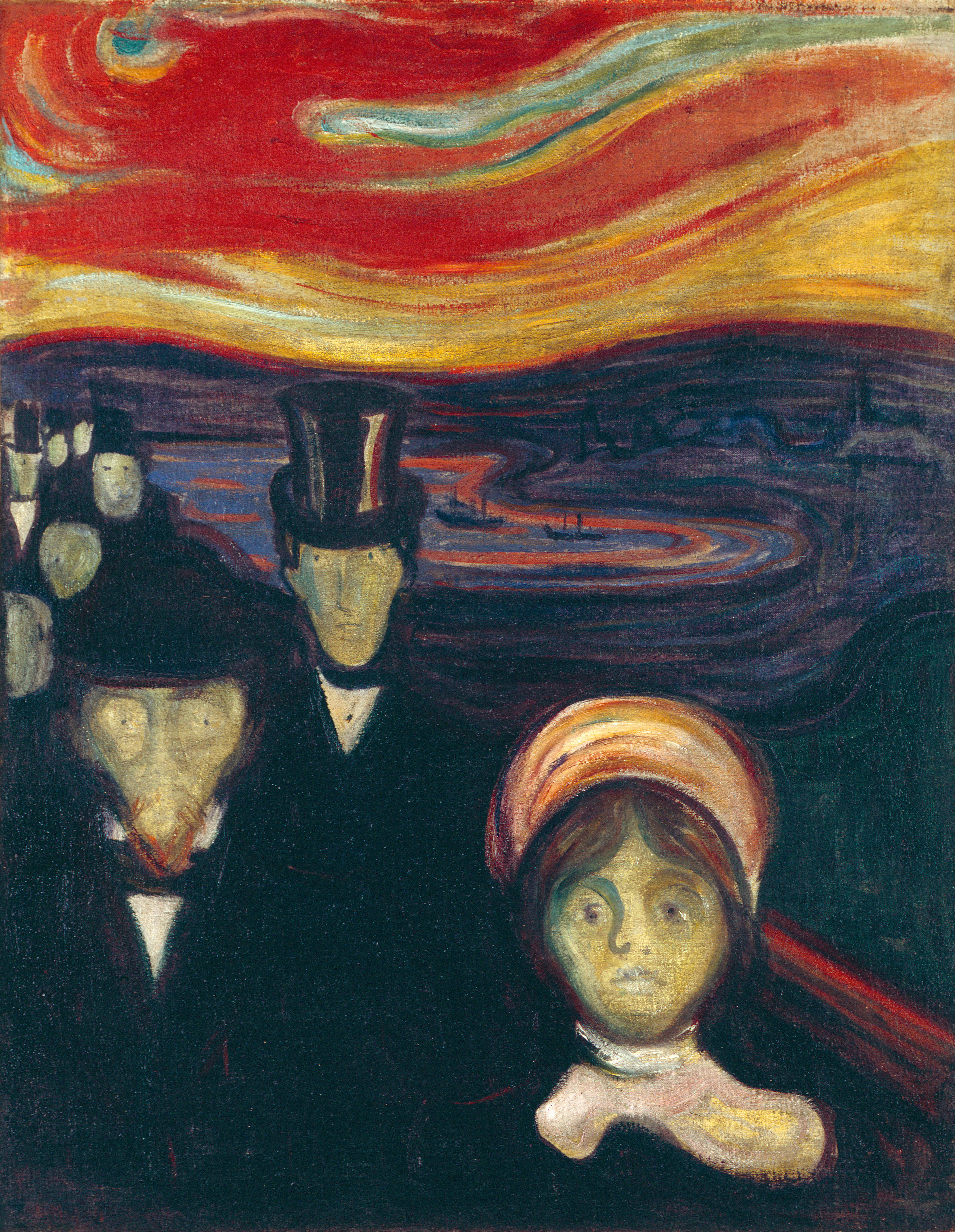
L'ansia (1894) di Edvard Munch.

Kernberg individua alcune tipiche manifestazioni comportamentali e mentali dell'organizzazione borderline, che si ritrovano nei disturbi di personalità ma che possono comparire anche nel BDP:
- Angoscia cronica, diffusa e libera
- Nevrosi polisintomatica che può manifestarsi sotto forma di fobie multiple, di sintomi ossessivi (cfr. Comorbilità), di conversione multipla, di reazioni dissociative, di ipocondria o di tendenze paranoiche
- Tendenze sessuali "perverse polimorfe"
- Strutture di personalità prepsicotica (personalità paranoide, schizoide, ipomaniacale)
- Nevrosi impulsiva e tossicomania
- Disturbi del carattere di “livello inferiore” (personalità infantili, "come-se" ossia il paziente ha problemi nel descrivere i suoi sentimenti, antisociali e narcisistiche)
- Scissione e dissociazione della personalità, anche temporaneo (ma senza sviluppo di personalità multiple)
- Confusione nei rapporti
- Marcato disturbo d'identità
- Esplosioni emotive intense o incontrollabili
- Instabilità nelle relazioni interpersonali e nell'autostima (il paziente passa da grande amore verso di sé, a insicurezza e svalutazione in poco tempo)
- Preoccupazioni riguardo all'abbandono (personalità abbandonica)
- Comportamenti autolesionistici
- Impulsività
- Depressione, disforia, distimia, ansia, ira, abuso di sostanze

I sintomi più distintivi della condizione sono una marcata sensibilità all'ostracismo e ricorrenti paure di un possibile abbandono. Nel complesso, le caratteristiche del disturbo comprendono sensibilità intensa nel rapporto con gli altri, difficoltà nel regolare le emozioni e impulsività. Altri sintomi possono includere un'instabilità della propria identità personale, nella morale e nei valori; possono talvolta riscontrarsi pensieri paranoici quando si è sotto stress e dissociazioni.

### Emozioni
I pazienti borderline per la loro sensibilità e reattività sono stati descritti come «persone di cristallo, delicate da toccare, facili a rompersi e pericolose quando sono in frantumi». Le persone con disturbo borderline vivono le emozioni più intensamente, con una generale tendenza alla perdita di controllo e alla difficoltà nella regolazione emotiva. Gli studi mostrano che, anche in stato di riposo, nelle persone borderline prevale il sistema nervoso simpatico (lotta e fuggi) e il controllo del nervo vago è meno efficiente. Tra le emozioni che prevalgono vi sono rabbia, tristezza, paura, vergogna e senso di colpa. In uno studio, di fronte a scenari narrativi progettati per indurre emozioni di disgusto, senso di colpa e vergogna, nelle persone con diagnosi di BPD, l'amigdala si è abituata al disgusto ma è rimasta iperattiva per il senso di colpa e per la vergogna senza il processo normale di abituazione allo stimolo emotivo. La vergogna rimane cronica e risulta associata al senso di sé, percepito come inadeguato. Inoltre le persone BPD sono più propense al contagio emotivo, quindi ad un'ipersensibilità verso lo stato mentale dell'altro, che si manifesta come una reattività di fronte a stimoli percepiti come minacciosi o di rifiuto. Tuttavia l’empatia si differenza dall’ipervigilanza emotiva.

#### Disregolazione emotiva
Per disregolazione emotiva si intende l'incapacità, nonostante gli sforzi del soggetto, di modificare o regolare i segnali che suscitano emotività, di modulare l'intensità dell'esperienza soggettiva, le azioni, le risposte verbali o non verbali emesse in situazioni di vita quotidiana. si tratta di un funzionamento deficitario perlopiù automatico e incontrollato. Quando questa disregolazione diventa pervasiva, il soggetto presenta una propensione ad attivare l'emotività in maniera intensa anche a fronte di stimoli blandi. Questa condizione nel disturbo borderline rappresenta, non solo una modalità di regolazione emotiva, ma anche e soprattutto una condizione di funzionamento. La disregolazione emotiva ha le sue radici in una specifica forma di vulnerabilità emotiva in cui sono coinvolti tre componenti di base:
particolare sensibilità agli stimoli, ovvero una ipervigilanza agli stimoli che provocano emozioni;
l'intensità della risposta che riguarda la marcata reattività emotiva ai segnali veicolanti emozioni;
il lento ritorno alla condizione normale che non consente la possibilità al soggetto di tornare alla soglia di funzionamento base.
La disregolazione emotiva può essere intesa come una variazione frequente dell’umore, spesso imprevedibile in genere come risposta a stimoli comunemente non ritenuti emotigeni (principalmente durante l'interazione diretta o indiretta con altre persone) ma ritenuti tali dal soggetto borderline. Può trattarsi di euforia e gioia incontenibile, ma più frequentemente si tratta di tristezza, di ansia oppure di paura. La rabbia costituisce un sintomo a sé, pertanto la disregolazione emotiva riferita alla sola rabbia esita in improvvisa aggressività nei confronti di qualcuno presente oppure assente e sempre determinata da uno stimolo. Lo stimolo può essere anche pensato e quindi non presente nella realtà oppure presente ma comunemente non ritenuto emotigeno.
Secondo il modello biosociale di Marsha Linehan (1995) la disregolazione emotiva è centrale nella configurazione borderline e secondo questa prospettiva tratti di impulsività e auto-lesionismo possono derivare da un tentativo diretto o indiretto di auto-regolazione. Nella visione di Marsha Linehan, la sensibilità, l'intensità e la durata con cui le persone borderline provano emozioni possono avere effetti comportamentali sia positivi che negativi. Ad esempio, alcune persone con disturbo borderline possono essere entusiaste, idealiste, creative etc. Tuttavia, possono sentirsi sopraffatti dalle emozioni di sopravvivenza ("ansia, depressione, senso di colpa/vergogna, paura, rabbia, odio, ecc."), sperimentando un intenso stato di dolore e tristezza, vergogna, umiliazione invece di un leggero imbarazzo, rabbia invece di fastidio e panico invece di nervosismo.
Recenti promettenti ricerche propongono un'estensione del modello biosociale di Linehan, per comprendere la disregolazione emotiva nelle persone autistiche con disturbo borderline. Gli elementi comuni nello sviluppo di una configurazione borderline sembrano essere l'invalidazione emotiva da parte di caregivers e/o parenti e bassi livelli di auto-compassione, indipendenti dall’invalidazione. Inoltre, si è notato che quando il funzionamento autistico co-occorre con il DBP, vi è una maggiore suicidalità rispetto a individui solo borderline o solo autistici.

##### Euforia e Disforia
La diagnosi di DBP potrebbe essere considerata simile ad alcuni aspetti dei disturbi dell'umore come il disturbo bipolare. La reattività dell'umore a volte può essere marcata fino a stati transitori di euforia/disforia che si potrebbero confondere con l'ipomania del disturbo bipolare, ma durano da minuti a ore e raramente più di pochi giorni e sono spesso accompagnati da paura, colpa o vergogna. Nel disturbo bipolare i cambiamenti persistono per almeno 4 giorni per un episodio ipomaniacale e 7 giorni per un episodio di mania e non sono accompagnati da input esterni, essendo di origine neurochimica. Gli scambi frequenti tra depressione e mania sono più frequenti nel disturbo bipolare.

#### Coping
Gli individui con maggiori sintomi di DBP usano più strategie di coping disadattive (per esempio, soppressione, ruminazione, evitamento) e meno strategie di coping considerate efficaci (per esempio, rivalutazione cognitiva, problem solving, accettazione) rispetto agli individui non borderline e quelli con pochi sintomi di DBP. Gli individui con DBP tendono anche ad avere maggiore ruminazione ed evitamento (e meno problem solving e accettazione) rispetto ad altre condizioni. La soppressione, la ruminazione e l'evitamento sono considerate strategie disfunzionali perché sono associate a costi che superano i benefici della riduzione a breve termine dell'emozione acuta, come l'aumento delle risposte fisiologiche e i rimbalzi nell'intensità dell'affetto che si vuole regolare.
Le persone con disturbo borderline sono anche particolarmente sensibili ai sentimenti di rifiuto, alla critica, all'isolamento e alla percezione di un fallimento. Prima di imparare altri meccanismi di coping, i loro sforzi per gestire o fuggire dalle loro emozioni negative possono portare a coping di autoregolazione estrema come autolesionismo o persino comportamenti suicidari.

#### L'approccio della previsione del comportamento suicidario
È un approccio proposto da Breton e al per valutare e trattare gli adolescenti con comportamenti suicidari. I risultati degli studi per quanto riguarda gli adolescenti che considerano il suicidio in campioni di comunità convergono verso la stessa conclusione: l'uso di strategie di coping non produttive, comprese le strategie di evitamento è correlato ad un aumento del rischio di suicidio nei campioni clinici e nei campioni comunitari. In un campione di comunità di adolescenti, Gardner et al hanno identificato una forte correlazione positiva tra DBP e coping evitante non produttivo. Questi risultati supportano l'importanza di esplorare il legame tra strategie di coping e comportamenti suicidari tra gli adolescenti con DBP. Questo studio ha cercato di confrontare gli adolescenti con DBP con gli adolescenti senza DBP per quanto riguarda il loro comportamento suicidario e i profili delle strategie di coping. I risultati hanno rappresentato un'immagine di adolescenti con DBP che hanno riportato un punteggio significativamente più alto di strategie e stili di coping non produttivi e un punteggio significativamente più basso di strategie e stili di coping produttivi rispetto al gruppo non DBP. In questo studio, le strategie di coping non produttive utilizzate dagli adolescenti con disturbo borderline che considerano il suicidio erano per lo più strategie di evitamento (per non farcela, ignorare il problema e stare in disparte). Le strategie di evitamento potrebbero essere viste come modi per ridurre l'intensità dei disturbi emotivi. Quando affrontano una situazione stressante, le persone con disturbo borderline sperimentano difficoltà crescenti nel regolare il proprio stato emotivo. Ciò riecheggia il fatto che la disregolazione emotiva è considerata un fattore chiave nel DBP. Gli adolescenti che consideravano il suicidio avevano un profilo di coping diverso a seconda che avessero o meno un DBP. Diverse strategie di coping non produttive (soprattutto strategie di evitamento) erano associate negativamente a comportamenti suicidari, mentre alcune strategie di coping produttive focalizzate sui problemi erano positivamente associate a ideazione e comportamenti suicidari. Questi risultati suggeriscono che non si dovrebbero forzare strategie produttive focalizzate sul problema subito dopo un tentativo di suicidio su adolescenti con DBP. Più in generale, lo studio ha implicazioni terapeutiche potenzialmente importanti derivate da questo nuovo modello che integra fattori di rischio e fattori protettivi nella psicopatologia.
Essi sono spesso consapevoli dell'intensità delle loro reazioni emotive negative e, dal momento che non sono in grado di regolarle, le reprimono completamente. Questo può essere dannoso per le persone con disturbo borderline, dal momento che le emozioni negative possono allertarle alla presenza di una situazione problematica e prepararli per affrontarla. Anche se l'abitudine della mente di bloccare le intense emozioni dolorose può dare un sollievo temporaneo, si può avere l'effetto collaterale indesiderato di bloccare anche le emozioni ordinarie, rendendo meno efficace il processo decisionale nella vita quotidiana, e più in generale i meccanismi interocettivi, facendo apparire la persona come apparentemente freddo e distante.
Mentre le persone con disturbo borderline percepiscono gioia intensa, sono particolarmente inclini a disforia, depressione e/o sensazioni di disagio mentale ed emotivo. Zanarini e altri riconoscono quattro categorie di disforia che sono tipiche di questa condizione: emozioni estreme, distruttività o di auto-distruttività, sensazione frammentate o prive di identità e sentimenti di vittimizzazione. All'interno di queste categorie, una diagnosi di disturbo borderline è fortemente associata con una combinazione di tre stati specifici: sentirsi traditi, sensazione di farsi male e sentirsi fuori controllo. Poiché non vi è grande varietà nei tipi di disforia che affliggono le persone con la condizione, l'ampiezza del disagio è un indicatore utile per il disturbo borderline di personalità.

### Attaccamento
Si ritiene che le origini di questa condizione hanno tipicamente alla base due fattori: una specifica vulnerabilità genetica, sensoriale ed emotiva ed un ambiente familiare invalidante il quale, di fronte ad un bambino con un'espressività emotiva generalmente intensa, risponde respingendolo, ignorandolo e lasciando il bambino sprovvisto del necessario supporto interpersonale essenziale per la regolazione emotiva. È emerso che alla base della disregolazione emotiva uno dei fattori determinanti è l'attaccamento insicuro o disorganizzato. Il DBP è stato associato ad una maggiore presenza di rappresentazioni di attaccamento insicure e soprattutto disorganizzate, avendo ricevuto da parte dei caregivers solitamente un attaccamento incoerente o un possibile abbandono fisico e/o emotivo. Esiste infatti una connessione diretta tra lo sviluppo di DBP e le esperienze precoci dell'infanzia, in particolare l'invalidazione emotiva da parte del caregiver, che porta a poche opportunità di riuscire a gestire e regolare il proprio sistema nervoso.
L'attaccamento disorganizzato è stato collegato a un funzionamento cognitivo compromesso, ad un sistema di ossitocina ridotto o squilibrato e maggiori attivazioni neurali nel sistema limbico. I pazienti Borderline con attaccamento irrisolto sono significativamente più compromessi per quanto riguarda il disagio, il funzionamento psicosociale con una più intensa difficoltà ad elaborare e risolvere della perdita traumatica e/o dell'abuso. È stato riscontrato in una meta-analisi che il 71,1% dei partecipanti con DBP ha avuto almeno un'esperienza infantile avversa in cui l'abbandono fisico era la più grande categoria sperimentata, seguita da abuso emotivo, abuso fisico, abuso sessuale, abbandono emotivo.
Poiché alcuni individui Borderline sono geneticamente predisposti ad essere più sensibili dalla nascita, è difficile per loro sviluppare adeguate strategie di coping e emotive, se l'ambiente di accudimento è negativo, creando un ciclo di comportamenti disadattivi. Infatti alcune persone con Alta Sensibilità (PAS) o altre varianti del neurosviluppo come l'autismo processano e percepiscono in modo più reattivo le informazioni dell'ambiente, e in contesti particolarmente negativi ne risentono maggiormente. Il ciclo di emozioni e comportamenti disadattivi diventa un meccanismo di sopravvivenza che tende a consolidarsi, predisponendo a difficoltà nel formare relazioni con gli altri.
La paura dell'abbandono può essere una conseguenza di esperienze avverse della prima infanzia nel contesto di una disposizione interna sensibile a temere il rifiuto.

### Paura dell'abbandono
Il criterio della "paura dell'abbandono" è stato descritto per la prima volta da Masterson come un costrutto borderline. Anche se è stato definito come "paura della solitudine", la paura dell’abbandono è attualmente inteso come un sintomo dell'attaccamento insicuro precoce. Non tutti gli autori sono concordi sul concetto di "paura" legata all'abbandono ma piuttosto di reazioni alla percezione di abbandono inquadrate sotto l'ottica della "percezione di controllo" esterno esercitata sul soggetto. I soggetti affetti dal disturbo sarebbero cioè inclini a rifiutare ogni azione che non dipenda dalla propria volontà. L'intolleranza alla solitudine (con l'associata perdita di sé) è alla base delle paure di abbandono e guida il comportamento che mantiene relazioni disfunzionali e dannose. Nelle persone con DBP, la paura del rifiuto causa un'estrema tensione avversativa che è più pronunciata e duratura che in altri disturbi. Di conseguenza, sperimentano un'intensa angoscia in caso di rifiuto reale o percepito. Alcuni sostengono che questa elevata sensibilità al rifiuto sia collegata ad altri sintomi del DBP. La paura del rifiuto può essere alla base di strategie disfunzionali di regolazione delle emozioni comuni nel BPD, come risposte impulsive all'angoscia, ruminazione rabbiosa, difficoltà a impegnarsi in comportamenti orientati agli obiettivi, non accettazione delle emozioni e scarsa chiarezza emotiva.
La paura immaginaria o reale dell'abbandono è uno dei sintomi più debilitanti del DBP e spesso il principale catalizzatore dell'autolesionismo, delle crisi acute e del deterioramento clinico generale.
La paura dell'abbandono nel DBP è talvolta attribuita a esperienze precoci di trascuratezza emotiva dei genitori e di amore condizionato.
Ci sono diverse spiegazioni del perché il rifiuto causi tanta sofferenza nelle persone con diagnosi di DBP. Questi sentimenti intensi e dolorosi possono essere sperimentati più frequentemente a causa di bias negativi nelle loro interpretazioni situazionali.
La paura dell'esclusione sociale può indurre comportamenti autodistruttivi, portando a distorsioni cognitive, decisioni irrazionali e perdita del senso del futuro. La paura dell'abbandono può influenzare negativamente le relazioni interpersonali in molteplici ambiti.

### Comportamento
Un comportamento impulsivo è frequente, tra cui l'abuso di sostanze o di alcool, disturbi della nutrizione e dell'alimentazione, rapporti sessuali non protetti o sesso indiscriminato con partner multipli (se sessualmente attivo), spese avventate e guida spericolata, tutte caratteristiche associate a uno scarso controllo degli impulsi e a disregolazione emotiva. Il comportamento impulsivo potrebbe includere anche l'abbandono del posto di lavoro, o delle relazioni affettive, la fuga e l'autolesionismo.. Questa impulsività, insieme agli altri sintomi che caratterizzano questo disturbo (instabilità emotiva, forte paura dell'abbandono etc.), risulta inoltre positivamente correlata alla general offense e all' Inter-Partner Violence (IPV).
Le persone con un disturbo borderline agiscono impulsivamente, poiché ciò gli fornisce un immediato sollievo dal loro dolore emotivo. Tuttavia, nel lungo periodo, queste persone incorrono in un aumento del dolore per via della vergogna e del senso di colpa che seguono tali azioni. Un ciclo inizia spesso quando le persone con disturbo borderline sentono dolore emotivo, assumono un comportamento impulsivo e disadattivo per alleviare questo dolore, provano vergogna e senso di colpa per le loro azioni, percepiscono un maggior dolore emotivo in seguito alla vergogna e al senso di colpa e, infine, per sperimentare stimoli più forti intraprendono nuovi comportamenti impulsivi per alleviare il nuovo dolore senza valutazione delle conseguenze. Col passare del tempo, il comportamento impulsivo può diventare una risposta automatica al dolore emotivo, evidenziando il funzionamento patologico della persona, cioè stato depressivo, episodio maniacale di compensazione, quindi nuovo episodio depressivo conseguente dell'episodio maniacale. In alcuni soggetti, tale susseguirsi di episodio maniacale a depressivo, è rapido (alcune ore) e sfugge alla preliminare analisi clinica. 

### Autolesionismo e comportamenti suicidari
I comportamenti auto-lesivi, talvolta suicidari e parasuicidari, sono alcuni dei criteri diagnostici contenuti nel DSM-5. Sono generalmente pattern episodici e non costanti come invece la disregolazione emotiva e l’immagine relazionale e del sé instabile. Tuttavia, se i comportamenti autolesionistici sono presenti, possono essere predittori di una potenziale diagnosi di DBP. La disregolazione emotiva presente, correlata a fattori genetici e ambientali, aumenta i rischi di comportamento suicidario. Inoltre Il rischio di suicidio tra le persone con disturbo borderline è tra il 3% e il 10%. Alcuni studi suggeriscono che gli uomini con diagnosi di disturbo borderline abbiano circa il doppio di probabilità in più di commettere un suicidio rispetto alle donne con la medesima diagnosi. Questo sembrerebbe essere influenzato da fattori culturali legati a stereotipi di genere e da conseguenti fattori clinici come maggiori tassi di disturbi da abuso di sostanze, di solito più letali e maggiormente riscontrati negli uomini. Vi sono anche prove di suicidi avvenuti in persone che avevano la condizione ma che non era stata ancora diagnosticata dal professionista.
L'autolesionismo è frequente in molti casi, ma non per forza presente in ogni individuo BPD per ottenerne la diagnosi, inoltre può avvenire con o senza l'intento suicidiario.  Nei casi in cui non sia presente, possono esserci comportamenti impulsivi alternativi quali lo shopping compulsivo, l'abuso di sostanze, promiscuità sessuale oppure somatizzazioni croniche, oppure sovrapporsi ad atti autolesivi.
Le motivazioni per cui si possono assumere comportamenti autolesionistici non suicidiari includono generalmente strategie di regolazione emotiva come il desiderio di interrompere stati dissociativi, di infliggersi una auto-punizione e/o di alleviare il dolore emotivo intenso con uno fisico più controllabile. Secondo studi recenti, gli atti di autolesionismo potrebbero aumentare temporaneamente le endorfine che hanno un effetto analgesico, che quindi ridurrebbe il dolore emotivo. Infatti, secondo una prospettiva biopsicosociale, il trauma potrebbe avere il potenziale di esaurire le riserve di endorfine e di oppioidi endogeni, tuttavia ulteriori ricerche sono necessarie.
I tentativi di suicidio possono riflettere una convinzione che gli altri staranno meglio in seguito al suicidio e si verificano fino al 10% dei casi di DBP. Tuttavia, i risultati di uno studio dimostrano che le situazioni di conflitto possono aumentare la disregolazione emotiva, che a sua volta può portare all'ideazione suicidaria. Una meta-analisi ha osservato che la suicidalità risulta maggiormente allarmante nei soggetti giovani.
Mentre gli abusi fisici possono aumentare la probabilità di comportamenti autolesivi, l'abuso sessuale può essere un particolare fattore scatenante per il comportamento suicidiario negli adolescenti con tendenze borderline.
Il trattamento dell'episodio suicidario e autolesivo è reattivo ad antipsicotici a dosaggio da moderato a massimale, come successivamente spiegato.
Secondo alcune teorie psicodinamiche, nei pazienti borderline si possono evidenziare anche comportamenti parafilici di tipo sadomasochista, sia sadismo che masochismo. Tuttavia sadismo e masochismo riflettono una visione stigmatizzante della condizione e non sono più inclusi nel DSM-IV e 5 come disturbi di personalità. Infatti gli atti di autolesionismo e l'eventuale impulsività sessuale sono strategie disadattive di coping, non forme di piacere sessuale derivato dal dolore, e il masochismo è considerato una parafilia solo se il dolore è l'unica forma di sessualità.

### Relazioni interpersonali e mentalizzazione
Le relazioni interpersonali problematiche sono una tra le difficoltà principali del DBP, insieme alla disregolazione affettiva e a percezione alterata dell’identità. La disfunzione interpersonale è considerata uno dei migliori discriminatori nella diagnosi del DBP.
Le relazioni interpersonali sono caratterizzate da distanziamento sociale pressocché nullo. I soggetti borderline non hanno semplici conoscenti ma solo grandi amici e appassionati amanti (anche se appena conosciuti) con cui sono pronti a condividere emozioni, esperienze e segreti e da cui si aspettano pari confidenza. Stante tuttavia la mancata reale conoscenza dell’altro, equivocano sistematicamente ogni parola, gesto o comportamento, senza trascurare quello non verbale e prossemico. Poiché l’empatia è un sentimento con una elevata matrice cognitiva, la disregolazione emotiva che ottunde i circuiti cerebrali preposti alla valutazione cognitiva, impedisce al soggetto borderline di mettersi nei panni dell’altro, attribuendogli pertanto stati mentali filtrati da elevata sfiducia, generalmente negativi.
Queste persone possono essere molto sensibili a come vengono trattate dagli altri, provando una gioia intensa e gratitudine quando percepiscono espressioni di gentilezza e una tristezza intensa o rabbia alle critiche o alla percezione di una ostilità. I loro sentimenti verso gli altri spesso si spostano dall'ammirazione, dall'amore alla rabbia o all'antipatia dopo una delusione o una perdita di stima agli occhi di qualcuno che apprezzano. Questo fenomeno, a volte chiamato scissione, comprende un passaggio dalla idealizzazione degli altri alla loro svalutazione. In combinazione con disturbi dell'umore, l'idealizzazione e la svalutazione possono minare i rapporti con la famiglia, con gli amici e con i colleghi di lavoro.
Nonostante desiderino fortemente l'intimità, le persone con disturbo borderline, seguendo la prospettiva della teoria dell'attaccamento, tendono verso modelli di attaccamento insicuri, prevalentemente di tipo timoroso e manifestano comportamenti ambivalenti o con forti timori nei rapporti e spesso vedono il mondo come pericoloso e malevolo. Ciò può avvenire in quanto l'immagine di sé può anche cambiare rapidamente e se le nuove interazioni sono percepite negativamente, esse possono rafforzare un modello preesistente di opinioni negative che la persona con BPD ha su di sé.
La condizione è spesso correlata ad un aumento dei livelli di stress cronico e di conflitto nelle relazioni romantiche, diminuzione della soddisfazione da parte dei partner sentimentali, abusi e gravidanze indesiderate.
Avendo un'amigdala iperattivata e in modalità "sopravvivenza", le persone con DBP e che hanno subito traumi e/o microtraumi sistemici potrebbero nutrire sfiducia nei rapporti umani e interpretare intenzioni neutrali come ostili, con una possibile difficoltà ad accogliere le prospettive differenti e a successivamente incorporare tale conoscenze nelle strategie di risoluzione dei problemi, il che spiega che il trauma e la conseguente disregolazione emotiva favoriscono un deficit di mentalizzazione che influisce negativamente sulle relazioni interpersonali. Le difficoltà sottostanti nella mentalizzazione sono legate allo sviluppo dell'attaccamento insicuro/disorganizzato negli individui con DBP.
Per mentalizzazione si intende la capacità psicologica di riconoscere e interpretare gli stati interni (pensieri, emozioni, bisogni) propri e altrui in un contesto di relazione e come tale, è fondamentale sia per l'autoregolazione che per la regolazione degli affetti, nonché per il funzionamento interpersonale. I deficit di mentalizzazione sono associati all'iperattivazione del sistema nervoso simpatico e ad una conseguente disregolazione emotiva, che interrompono ulteriormente la capacità di mentalizzare. Le difficoltà di mentalizzazione sono infatti legate ad una storia di attaccamento incoerente, che porta a problemi di regolazione degli affetti, attenzione e autocontrollo.

### Identità e percezione di sé
Le persone borderline tendono ad avere difficoltà a percepire un quadro stabile e chiaro della loro identità. In particolare, essi potrebbero avere difficoltà a capire in cosa credono, cosa preferiscono e cosa possa essere piacevole. Essi tendono spesso a riportare frequenti fluttuazioni nella visione delle relazioni, spesso legati a intensi stati emotivi temporanei. Questa difficoltà può portare le persone con disturbo borderline a sperimentare sensazioni di "vuoto esistenziale" e di "smarrimento identitario", talvolta inscrivibili in sintomi somatici come sensazioni di "buco nel petto". l'identità delle persone con diagnosi di BPD non è fissa (con una sola idea di sé), ma è fluida e instabile (idea del sé scissa tra buono o cattivo) al fine di adattarsi a contesti incoerenti e/o traumatizzanti, evitando dissociazioni gravi, deliri o psicosi.

### Dissociazione traumatica
La dissociazione è un fenomeno neurobiologico di sopravvivenza in cui la mente tenta di distanziarsi da trigger, emozioni o esperienze intollerabili per evitare un sovraccarico del sistema nervoso, interrompendo quindi la normale integrazione di più aspetti del funzionamento psicologico (es. percezione, identità, memoria, controllo motorio, coscienza). Ha un’alta prevalenza nei disturbi dissociativi, nel disturbo post-traumatico da stress semplice (PTSD) e complesso (C-PTSD) e nel disturbo borderline di personalità.
Nelle persone con disturbo borderline della personalità (DBP) le emozioni intense possono rendere difficile il controllo sulla propria attenzione e concentrazione. Inoltre, tali persone, e più in generale coloro che hanno subito traumi, possono tendere a dissociarsi, come una forma intensa di zoning out (distrarsi) da uno stato emotivo complesso o da un trigger che ha riattivato il trauma. La dissociazione spesso si verifica in risposta a un evento traumatico o a qualcosa che fa scattare il ricordo di un evento doloroso non elaborato. Essa coinvolge la mente e il corpo reindirizzando automaticamente l'attenzione lontano da quell'evento e dalle emozioni somatiche, spesso creando un distacco dal corpo (depersonalizzazione), presumibilmente come protezione contro l'intenso dolore emotivo. Non è da confondere con il disturbo dissociativo dell'identità, la cui dissociazione avviene negli stati del sé dell’identità, la quale è strutturalmente frammentata in parti autonome e con episodi di amnesia dissociativa.
A volte è possibile notare quando una persona borderline è dissociata, poiché le loro espressioni facciali e vocali possono diventare più piatte e inespressive, sguardo vuoto o assente o possono sembrare distratte; altre volte, la dissociazione può essere appena percettibile o non percepibile. Spesso possono esserci episodi di depersonalizzazione, derealizzazione e quindi di dissociazione traumatica spesso accompagnati da strategie cognitive visione del "tutto" o "niente", episodi di panico, confusione, crisi di rabbia e reattività o atti compulsivi e/o autolesionistici per “sentirsi di nuovo reale” e ridurre lo stato di intorpedimento.
Sotto uno stress molto intenso potrebbero anche comparire sintomi psicotici transitori (cosiddetti episodi psicotici acuto o disturbo psicotico breve) come deliri, o raramente allucinazioni (di solito uditive). Tali sintomi sono solitamente temporanei.

## Diagnosi differenziale
La diagnosi è clinica, differenziale e tramite test classici, ma le caratteristiche sono ben visibili anche nei test psicologici come il test di Rorschach. La diagnosi differenziale è con i seguenti disturbi:
- Disturbo depressivo e distimia: simili per senso di vuoto e solitudine e il rischio di suicidio; i pazienti borderline sono però convinti di essere autosufficienti, ma sono totalmente dipendenti dagli altri (si evidenzia in stato di mania positiva), mentre i depressi sono consapevoli del loro bisogno di aiuto, ma solitamente sono capaci di essere completamente autonomi; le caratteristiche di rabbia improvvisa sono rare nella depressione; sebbene ci siano sintomi in comune, nella vera depressione è prevalente un senso di sfiducia con rassegnazione, nel BDP tale sfiducia è accompagnata dalla rabbia; è inoltre necessario distinguere l’isolato episodio depressivo reattivo dalla natura comportamentale disadattiva che sta alla base dell’episodio depressivo;
- Disturbo bipolare: con il disturbo bipolare condivide l’alternarsi di stati di mania a stati depressivi, ma il borderline ha un cambiamento più repentino e rapido di umore (spesso nell’arco della stessa giornata), mentre il bipolare ha lunghi periodi di umore maniacale o depresso prevalente, con l'eccezione dell'episodio misto che comunque è limitato nel tempo; può quindi rientrare in un quadro di bipolarismo atipico;
- Disturbo post traumatico da stress: entrambi hanno ansia, paura, rabbia ma nel PTSD è evidente e spesso recente il trauma che lo ha causato, può essere temporaneo o evolvere in patologie croniche come il BDP stesso
- Disturbo dipendente di personalità: il dipendente si sottomette di buon grado da chi dipende (per timore dell'abbandono), ha una personalità sottomessa, il borderline se lo fa ne è comunque frustrato; entrambi presentano un grado di immaturità emozionale (ossia si comportano come bambini se sono adolescenti, e come eterni adolescenti se sono adulti) e possibili comportamenti passivo-aggressivi più forti che nel dipendente;
- Disturbo istrionico di personalità: entrambi desiderano attenzione, ma l'istrionico cerca la compagnia e appare spesso felice in apparenza, mette in atto un'apparenza seduttiva e socievole, mentre il borderline esibisce come mezzo inconsapevole la sua rabbia e la sua frustrazione;
- Disturbo somatoforme: un tempo il BDP, il disturbo istrionico erano confusi nell'isteria, con il disturbo di conversione e somatoforme, ma oggi il disclaimer è che nel BDP non c'è vera simulazione di tutti i sintomi di una patologia ma principalmente uno stato emotivo alterato;
- Disturbo narcisistico di personalità: entrambi sono molto sensibili alle critiche, ma il narcisista ha però un senso fisso della propria superiorità (sé grandioso) che il borderline non ha in maniera stabile;
- Disturbo antisociale di personalità: nel BDP possono manifestarsi comportamenti antisociali (trasgredire le regole, mentire, manipolare) ma il paziente non perde mai il senso di colpa o la capacità di provare rimorso, come invece accade al sociopatico; inoltre il sociopatico o psicopatico può essere davvero privo di emozioni, mentre il borderline può reprimerle, ma esse sono sempre molto presenti;
- Disturbo schizotipico di personalità: entrambi presentano distorsioni cognitive, eccentricità comportamentali e sintomi semi-psicotici durante le crisi (es. delirio, paranoia, derealizzazione, depersonalizzazione e dissociazione), ma i sintomi dello schizotipico sono più profondi spesso con esperienze percettive insolite, ai limiti della schizofrenia; hanno in comune anche l'instabile emotività (umore rapidamente fluttuante) e il timore del rifiuto sociale e personale; il borderline può rassomigliare molto allo schizotipico nel caso abbia il BDP in comorbilità con deliri (disturbo delirante) e ossessioni (disturbo ossessivo-compulsivo d'ansia, da non confondere con il disturbo ossessivo-compulsivo di personalità) pervasive (scarso insight) e di contenuto bizzarro a tema "magico" (anche se egodistoniche, mentre nel disturbo schizotipico sono egosintoniche);
- Disturbi dell'alimentazione: essi possono coesistere o essere disturbi a sé, senza presenza di BDP;
- Disturbo da abuso di sostanze psicoattive, idem come nei disturbi dell'alimentazione

## Comorbidità
Il DBP ha comorbilità con i disturbi d'ansia, ossessivi-compulsivi, disturbo da uso di sostanze, altri disturbi di personalità, dipendenza, disturbo del controllo degli impulsi, disturbi del sonno e depressione maggiore. Esso potrebbe anche apparire insieme a variazioni neurologiche dello sviluppo come lo spettro autistico, ADHD e alta sensibilità (PAS), che possono essere fattori di vulnerabilità genetici e neurologici al trauma ambientale e quindi allo sviluppo di una conformazione borderline. Ad esempio, in ambienti avversi le persone altamente sensibili (PAS) mostrano una maggiore attivazione dell'amigdala agli stimoli negativi, con una probabilità più elevata di sviluppare sintomi BPD rispetto a persone non-PAS.
Il disturbo borderline più precisamente può comparire spesso assieme a una o più delle seguenti disturbi:
- Disturbi della Nutrizione e dell'Alimentazione (specialmente bulimia o iperfagia, nel 53 %)
- Ipersessualità
- Tossicodipendenza e/o alcolismo (72,9 %)
- Disturbi d'ansia (il 74,2 % dei borderline ne soffre), così suddivisi: 
  - fobia sociale (29,3 %)
  - fobia specifica (37,5 %)
  - disturbo da stress post-traumatico (39,2 %)
  - disturbo d'ansia generalizzato (35,1 %)
  - attacchi di panico (18,8 %)
  - agorafobia con panico (11,5 %)
- Disturbo depressivo (32,1 %) e in generale disturbi dell'umore (per un totale del 75 %)
- Disturbo somatoforme e ipocondria (10,3 %)
- Psicosi vera e propria (solo nell'1,3 %)
- Disturbo paranoide di personalità
- Disturbo evitante di personalità: c.d. personalità borderline-evitante; il paziente si ritira ed evita la socialità, reagendo talvolta con comportamento impulsivo

Sebbene non sia menzionato nel DSM-IV, teorici precedenti hanno proposto quest'ultima entità come un disturbo della personalità a sé stante, che ha una combinazione di caratteristiche derivanti dal disturbo borderline e dal disturbo evitante di personalità, chiamato "personalità mista evitante-borderline" (APD/DBP).

### Borderline e comportamenti simil-ossessivo-compulsivi
Alcuni tratti ossessivo-compulsivi sono presenti nel 15,6% dei pazienti con BDP ma più in generale in persone che hanno subito traumi, in cui la mancanza di ordine e controllo e dunque l'imprevedibilità predominavano. La persona borderline con OCD, come strategia di coping, diventa iper-razionale in alcuni ambiti fino allo sviluppo di ossessioni e/o compulsioni per tenere sotto controllo le sue emozioni intense (es. ansia, paura, sensi di colpa) e può utilizzare "rituali" che aumentano il controllo percepito o come tentativo di autoregolarsi. Comportamenti ripetitivi simili possono essere presenti anche in condizioni del neurosviluppo non acquisite come l'autismo, l'ADHD e l'Alta sensibilità (PAS). Infatti è ancora più probabile che una persona autistica, ADHD o altamente sensibile, presentando già vulnerabilità genetiche al trauma e subendo possibile stigma all'interno della società, possa anche presentare un disturbo di personalità borderline. Per cui è importante distinguere tra differenze neurologiche innate e risposte al trauma, che possono anche sovrapporsi.

## Supporto e psicoterapia
Il percorso psicoterapeutico e di supporto per le persone con caratteristiche borderline si articola su più livelli essendo una condizione complessa. Il percorso può presentare frequenti abbandoni e interruzioni da parte del paziente. Riveste importanza il supporto farmacologico, che anch'esso trova ostacoli in quanto spesso il paziente potrebbe sentirsi incompreso dal medico, o ritenere debole o troppo intensa o ancora trova l'ambiente familiare ostile alla pratica farmacologica. In momenti critici, in particolare quelli depressivi acuti o quelli di iperattivazione psicofisica, potrebbero necessitare di un trattamento ospedaliero se particolarmente intensi, pertanto lo psicoterapeuta potrebbe invitare il paziente a rivolgersi alla struttura ospedaliera per arginare comportamenti compensativi disadattivi (ricerca del sollievo in affetti morbosi, o in pratiche sessuali a rischio, o ancora nell'abuso di sostanze stupefacenti e alcolici, atti autolesionistici).
Possono essere efficaci psicoterapie individuali, terapie cognitivo-comportamentali di terza generazione come la Terapia dialettico-comportamentale (DBT), Psicoterapia incentrata sulla mentalizzazione (MBT), terapie di gruppo interpersonale, psicoterapia sistemico-familiariare per supporto e comprensione delle dinamiche di attaccamento complesse o la pet therapy per sviluppare nuove modalità di contatto emotivo.
Può rilevarsi efficace, sul lungo termine, la terapia psicodinamica di origine psicoanalitica, La terapia focalizzata sulla conpassione con la più recente terapia di gruppo incentrata sulla compassione (CFGP), che offre specifiche opportunità di creare una base sicura e di radicamento, riducendo la necessità di vigilare sulle minacce. Sono stati dimostrati dei benefici anche con la schema therapy.
La Psicoterapia sensomotoria e altre terapie corporee possono essere utili nel ridurre la disregolazione affettiva legata ad esperienze infantili invalidanti e traumatiche. Tuttavia, ogni approccio va calibrato sulle peculiarità dell'individuo e su una relazione terapeutica di qualità.

### Farmacoterapia
A volte è fondamentale un approccio integrato tra psicoterapia e farmacoterapia, quest'ultima a base di stabilizzatori dell'umore come terapia di base. Non è generalmente consigliato l'uso di ansiolitici se non per un trattamento episodico, vista la spiccata caratteristica di tutte le benzodiazepine di creare dipendenza nel paziente, già predisposto. Si rileva efficace il trattamento con antipsicotici a breve e medio termine.
Data la comorbidità frequente con la depressione maggiore, potrebbero essere necessari gli antidepressivi, i quali andranno sospesi al minimo sospetto dell'inizio di un periodo di instabilità caratteristica intensa di questo disturbo (in alcuni casi somigliante alla mania del bipolarismo), in quanto può precedere l'episodio depressivo conseguente. L'episodio maniacale, di frequente, porta il paziente all'abbandono della terapia farmacologica, data la sua caratteristica incapacità nella fase maniacale di mantenere esame di realtà più stabile.

#### Stabilizzanti dell'umore
Gli stabilizzanti dell'umore sono la terapia cardine nel disturbo borderline. La caratteristica del disturbo infatti è l'episodio di euforia (lieve, moderata, molto raramente severa) nei quali il paziente perde il controllo, l'esame di realtà e la capacità di insight, e che, una volta esaurito, viene seguito da episodio depressivo profondo. A differenza del bipolarismo di tipo 1 il DBP presenta episodi maniacali di durata di qualche ora (al più qualche giorno), che precedono la caduta depressiva di altrettanta durata, e che potrebbero sfuggire all’esame clinico preliminare, nel quale il paziente potrebbe presentarsi sano e poco cosciente dello stato di malessere. Gli episodi sono frequenti. Al fine di evitare un uso prolungato degli antipsicotici, al quale il paziente si rivela molto sensibile, lo stabilizzante permette una riduzione dei dosaggi e della frequenza d'uso, sul lungo termine, di questi. La carbamazepina, la lamotrigina, il valproato di sodio e il litio, sono tutti farmaci di prima linea e ampiamente efficaci sul lungo termine. Quest'ultimo presenta però le limitazioni indotte dagli effetti collaterali endocrini, pertanto diventa farmaco di seconda scelta in presenza di disturbi endocrini pregressi o anche solo sospetti.

#### Antidepressivi
Gli SSRI si sono dimostrati efficaci solo nell'alleviare l'ansia e la depressione, come la rabbia e l'ostilità, associati in alcuni pazienti affetti da questa patologia. È necessario un periodo maggiore, rispetto alla depressione, affinché gli effetti benefici dei medicinali appaiano. Si rivelano quindi inutili, se non controproducenti, nel trattamento dell'episodio critico. Possono rilevarsi pericolosi nella fase maniacale del disturbo, nel quale il paziente si sentirà sano, guarito, manifestando una condotta terapeutica irresponsabile. Pertanto l'uso va moderato e attenzionato, i potenziamenti devono seguire una adeguata stabilizzazione dell'umore. Solo in caso di BDP in comorbilità con disturbi ossessivo-compulsivi ad esordio precoce o grave (che aumentano le distorsioni del pensiero), forte ansia, organizzazione borderline di personalità o pervasivi disturbi da tic, l'associazione degli SSRI a dose massimale (solo se lontani dalla fase in cui prevalgono i comportamenti maniacali), o del valproato, o di altri stabilizzanti più lievi, con gli antipsicotici a dose più bassa del normale, è considerata una pratica terapeutica utile.

#### Antipsicotici
I nuovi antipsicotici atipici sono noti per avere degli effetti migliori di quelli tipici. Gli antipsicotici sono usati per trattare distorsioni del pensiero, le false percezioni, le ossessioni, le dipendenze affettive, sessuali, da sostanze da abuso, l'episodio maniacale lieve o moderato, l'episodio depressivo grave, e nel BDP sono utilizzati come integrazione alla psicoterapia, senza i quali, a quest'ultima il paziente sarebbe poco ricettivo vista la difficoltà di autocontrollo. I dosaggi vanno da moderati a massimali, e vanno incrementati fino alla completa scomparsa degli episodi depressivi acuti, dei pensieri ossessivi e della condotta pericolosa.
L'uso degli antipsicotici è generalmente di breve termine (da 6 a 12 mesi), e raggiunge il dosaggio massimale se necessario. Infatti quattro test non-controllati e otto casi, suggeriscono che gli antipsicotici atipici come la clozapina, l'olanzapina, la quetiapina e il risperidone, aiutano i pazienti DBP con sintomi psicotici, impulsivi, irresponsabili nella sessualità, oppure in preda a intenti suicidari e autolesivi, dipendenze da sostanze o da affetti, eccessiva reattività a comportamenti famigliari inadeguati, e si configurano come terapia efficace e assolutamente necessaria nella fase critica, al fine di scongiurare il suicidio al di fuori dell'ambiente ospedaliero. L'olanzapina e la quetiapina, in particolare, si rivelano essere i farmaci più sicuri, fino a dosaggi rispettivi di 20mg e 800mg. Tuttavia, anche per quest'ultimi, ci sono molti effetti collaterali (seppur minori rispetto agli antipsicotici classici), quali la discinesia tardiva dopo un lungo uso, il forte aumento di peso corporeo e tutto ciò che ne consegue. È fondamentale, pertanto, che l'uso dell'antipsicotico venga limitato nel tempo, basando la terapia farmacologica sulla stabilizzazione dell'umore per la prevenzione, o moderazione, degli episodi futuri. È fondamentale, data l'importanza salvavita del trattamento antipsicotico, un'adeguata educazione alimentare del paziente da parte del medico e dello psicoterapeuta, per il contenimento dell’incremento ponderale, spesso causa di abbandono della terapia anche in presenza di gravi stati di sofferenza.

## Stigma
Le caratteristiche del DBP includono disregolazione emotiva, intense e instabili relazioni interpersonali, e paura del rifiuto. Come risultato, queste suscitano reazioni emotive forti in chi li circonda. Le persone con diagnosi DBP vengono talvolta stigmatizzate. Affermazioni quali “sono manipolatori”, “drammatici”, “è colpa loro”, “resistenti al trattamento” “attirano l’attenzione” o “pazienti difficili” potrebbero verificarsi in alcuni contesti clinici e sociali, con il potenziale di interiorizzarsi nella persona borderline l’idea già spesso presente di inadeguatezza del sé. In ambito clinico, le reazioni intense da parte di alcuni professionisti possono portare ad un’interruzione anticipata del trattamento, razionalizzazione e una minore probabilità di formare un’alleanza terapeutica. Tuttavia, lo stigma non è solo legato a fattori individuali, ma è generalmente legato a una formazione non specifica e a preconcetti culturali e sociali.
Sebbene film e contenuti mediatici generalmente sensazionalizzano le persone con DBP rappresentandole come violente, la maggior parte dei ricercatori concorda che sia improbabile che le persone con DBP facciano del male fisicamente agli altri. Nonostante la rabbia rappresenti un elemento caratteristico della condizione, essa tende prevalentemente a manifestarsi in forma interiorizzata, attraverso pensieri autocritici intensi e comportamenti autolesivi.

## Nella cultura di massa
Nella serie Mental, che parla proprio di patologie mentali, il personaggio di Michele è affetto da disturbo borderline di personalità.
Nella serie Skam Italia il personaggio di Niccolò Fares, fidanzato di Martino Rametta, soffre di questo disturbo.
Nel film Ragazze interrotte alla protagonista, Susanna, viene diagnosticato il disturbo borderline di personalità.